# مينسفيل
مينسفيل (بالإنجليزية: Meansville, Georgia)‏ هي مدينة تقع في مقاطعة بايك، جورجيا بولاية جورجيا في الولايات المتحدة. تبلغ مساحة هذه المدينة 1.4 (كم²)، وترتفع عن سطح البحر 242 م، بلغ عدد سكانها 192 نسمة في عام 2010 حسب إحصاء مكتب تعداد الولايات المتحدة.

## وصلات خارجية
- Cities & Counties - Georgia.gov